# Heteropelma signatum
Heteropelma signatum là một loài tò vò trong họ Ichneumonidae.